# 수렵총
수렵총은 남포시 와우도구역 화도리에 위치한 흙무지돌방무덤으로 널방 벽화 중의 사냥 그림으로 말미암아 수렵총으로 이름지어졌다. 북한측 표기로는 사냥무덤이다. 흔히 매산리사신총으로도 불린다. 무덤의 방향은 남향이다. 널길과 널방으로 이루어진 외방무덤이며, 널길, 널방의 길이x너비x높이는 각각 2.9mx0.9mx1.7m, 3.5mx3.25mx3.64m이다. 널방의 천장구조는 궁륭평행삼각고임이다. 무덤 안에 회를 바르고 그 위에 벽화를 그렸으며, 벽화의 주제는 생활풍속 및 사신이다.